# 口笛言語

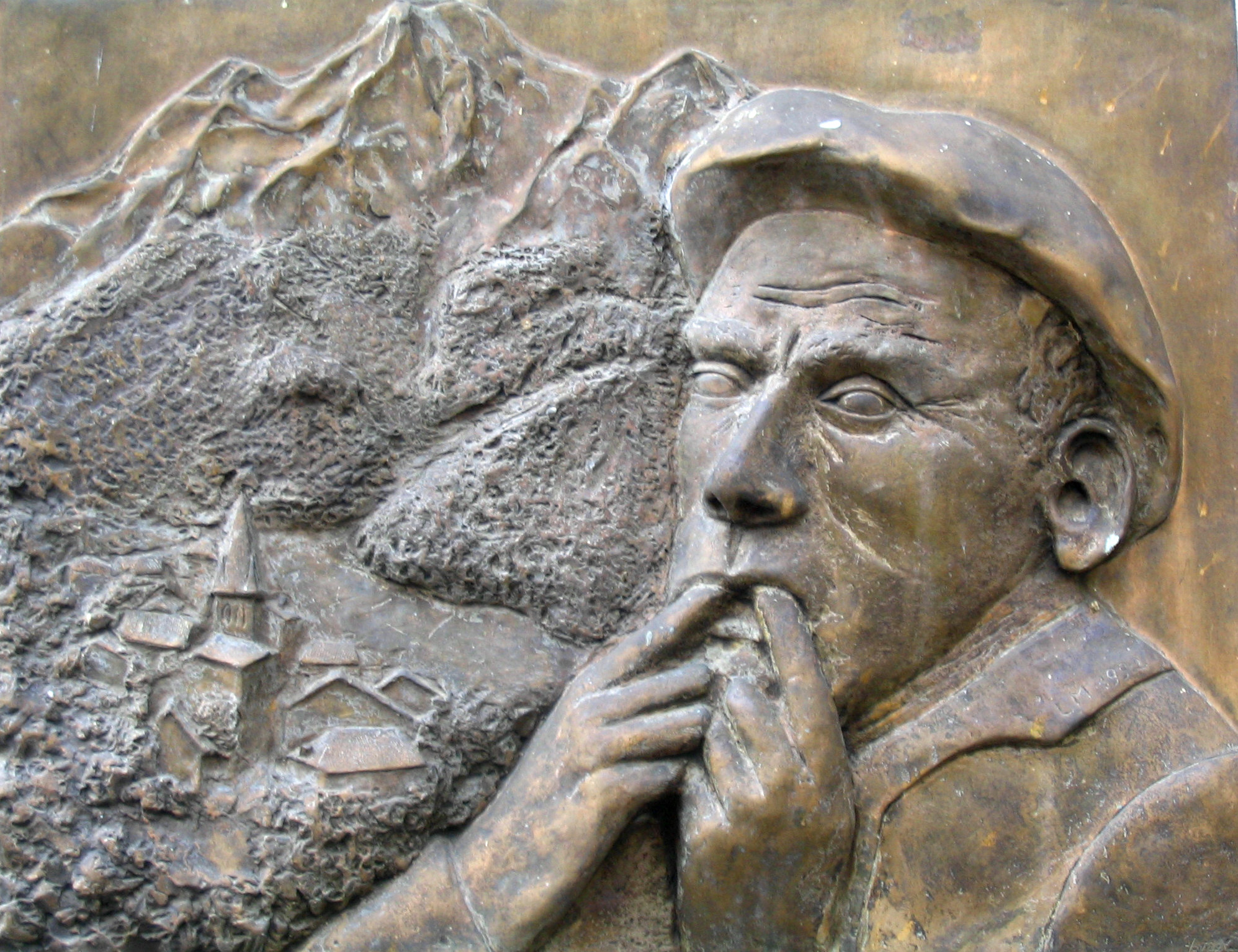
フランスのピレネー山脈のアスの聖ローラン教会（Église Saint-Laurent d'Aas）の入り口に飾られた銘板。オック語に基づく口笛言語を用いる習慣があった事を記念している。

口笛言語（くちぶえげんご、英語: whistled language）とは、通常の発話を口笛でなぞって行う言語によるコミュニケーションの一形態。表現としては他に口笛語、口笛言葉、口笛会話（英: whistle speech）とも。指も使う指笛のかたちで主に行われる場合は指笛言語とも。

## 概説
流暢に使いこなす人々にとって口笛言語は、通常の発話では距離があって上手く伝わらないような場面でも制約なく沢山のメッセージを互いに伝えうるコミュニケーション方法である。この点で単純なメッセージや指示・命令を与えるために牧民や動物調教師が用いることがある短い口笛や、魅力的な女性を見た男性が鳴らす野卑な口笛「狼の口笛」といった構造を持たない口笛とも口笛言語は異なる。口笛言語は、口笛を使わない通常の発話でのトーンと母音のフォルマントとをイントネーションや韻律と同じやり方で口笛に対応づけて表現することで、基礎となった言語の話者で口笛言語を聴き慣れた人なら元の意味を理解することができる。
口笛言語は、口笛ではない通常の音声を用いた発話言語に比べると珍しくはあるものの世界中の文化で見い出される。口笛のトーンが音節のトーン（言葉のトーンによる旋律）を伝えうる声調言語によくみられる。これは、非声調言語でトーンが会話で担う機能負担量が限定的であるのに対して、声調言語ではトーンの旋律がより多く機能負担量を担っていることを理由とする可能性がある。口笛言語の発生過程は、いままでどの事例においても記録されておらず未だその研究も十分になされていない。
口笛言語は、世界で約70の集団で使用される。

## 方法
元になる言語が声調言語か否かで口笛言語のやり方は異なり、その技法は元の言語のトーンないしは調音あるいはその両方に基づく。
声調言語は多くの場合、調音上の特徴は維持されず、音が継続する長さおよびトーンといった超分節的な特徴すなわち韻律のみが残り、口笛を吹いた時には元の言語の発話での旋律線（英: melodic line）を保持していることになる。したがって声調言語が口笛で表現された場合、トーン、音長、程度は小さいが強勢といった音素の情報（超分節音素）は伝えるが、元の発話言語の分節的な音素の弁別（分節音素）のほとんどは脱落する。
非声調言語の場合は、発話の調音上の特徴はより保たれ、舌と軟口蓋の動きでつくられる通常の音色の変化は音高の変化に変換される。口笛言語で特定の子音は、通常の発話言語で子音が隣接する母音を調整するのと同様に口笛の音を調整して表現することができる。
「全ての口笛言語はひとつの共通点があり、それは単純な波形の周波数を時間の関数として変化させて機能させることで、普通、即応的な変化は最小限に抑えられ、長距離コミュニケーションのみを目的とするほとんどの場合で即時に理解できる。」
1つの言語の中で形式の異なる幾つかの口笛の表現方法が用いられることもある。メキシコのソチアパム・チナンテック語には、「口笛による発話」（英: whistle-speech）をさす3つの言葉がある。すなわち、sie3は、上の歯茎の付け根に舌先を当てて行う口笛によるもので、 jui̵32は、両唇を使う口笛によるもので、juo2は、指を口にいれて鳴らす口笛（指笛）でなされるものである。それらは距離に応じて使い分けられる。更に、幾つかの点で口笛による発話と同様に機能するhóh32と呼ばれる大声でのファルセットも存在する。
口笛の発話を生成する方法には複数の技法があり、それらは実務上の用途に合わせて選択される。両唇と唇歯を使った技法は短距離、中距離でやり取りする会話に共通する技法で、例えば、市場、雑音のある室内、狩りの最中といった場面で使用され、一方、そり舌で、指1本ないし2本を口に咥え、その指が合わさってつくる隙間に息を強く吹き付けるか、もしくは下唇を引いて息を吸い込むかして鳴らす技法は、長距離での発話で音を到達させるのに強い力が必要な場面で使われる。村に共通する使い方や口笛の使い手個人の好みにより場所毎に口笛の使い方に差異がみられる。葉っぱを使った口笛やフルートを伴う口笛は、求愛や詩的な表現に関連することがよくみられる。メキシコのキカプー語、アジアのモン族とハニ族の文化においてそういった使用例の報告がある。
口笛言語では技法として声帯の振動を必要としない。それはつまり、口笛では口ないし手、あるいはその両方で形作った空洞の内側に圧縮された空気が流れ込むことで振動を生み出すからである。指で顎を固定すれば孔の大きさが安定する。吹き出された空気は唇の端で振動をつくり出す。吹き出された空気流が早ければ早いほど空洞の内側で発生する空気流の乱れがつくる音は大きくなる。口の径（すぼめ具合）と口腔（口むろ）の容積が上手くあったときは共鳴が起こり口笛をより大きく響かせることができる。この生体音響現象の周波数は、共鳴空洞（共鳴室）の形態（ここでは口の中の形）を変化させ変調することで、通常の発話形式の調音に等価な形で対応付けることがある程度できる。
口笛による発話の表現力は、口笛ではない通常の発話のそれに比べ幾分制約されかねない（実際はそうではないにせよ）。しかし、早合点してはならない、何故なら口笛による発話の表現力は、元の言語の音韻論を含む様々な要因に大きく依存するからだ。例えば、声調の種類が少ない声調言語で、口笛による情報伝達は、画一化さもなくば標準化された表現から構成されていることが詳細に記述され幾度も報告されている。しかし、声調の種類が多いメキシコのマザテック語や西アフリカのヨルバ語といった声調言語では、発話でピッチが沢山の情報を担うので、情報量の多い広汎な会話であろうと口笛で表現しうる。どんな言語でも、非声調言語さえ、定量的観察によりギリシア語、同様にトルコ語の非定型文でも、90%に達する高い了解度（英: intelligibility）が示されている。
Jampolsky(1999)が行った2名のシルボ使用者についての調査結果が次表である。これには聴き手の取り違い（了解ミス）もきちんと顕れている。この研究で一般に母音は比較的に理解し易く、子音はやや難しい事が分かった。
|   | i  | e | a  | o  | u |
| - | -- | - | -- | -- | - |
| i | 15 |   | 1  |    |   |
| e | 1  |   | 1  |    |   |
| a |    |   | 79 | 5  |   |
| o |    |   | 4  | 15 | 3 |
| u |    |   |    | 2  | 2 |

※母音の伝達実験の結果表。取り違い（伝達ミス）も確認できる。上横1行目が口笛で発した母音の種類で、左縦1列目が聴き手が認識した母音の種類を示す。各セルに聴き手の認識した母音別の回数が入っている。従って左上から右下への対角線上のセルが、発した母音と聴き手が認識した母音が一致した場合、つまり正解を示しその数が太字で示されている。
|    | p | β | f | m | t  | ð | n | s | t͡ʃ | l | r | rr | j | ɲ | k | ɣ |
| -- | - | - | - | - | -- | - | - | - | -- | - | - | -- | - | - | - | - |
| p  | 7 |   |   |   |    |   |   |   |    |   |   |    |   |   |   |   |
| β  |   | 3 | 1 | 1 |    |   |   |   |    |   |   | 1  |   |   |   | 4 |
| f  |   | 1 |   |   | 1  |   |   |   |    |   |   |    |   |   |   |   |
| m  |   |   |   | 3 |    |   |   |   |    |   |   |    |   |   |   |   |
| t  | 1 |   |   |   | 11 |   |   |   |    |   | 1 |    |   |   |   |   |
| ð  |   |   |   |   |    | 1 |   |   |    |   |   |    |   |   |   |   |
| n  |   |   |   |   |    |   | 4 |   |    | 1 |   | 2  |   | 1 |   |   |
| s  |   |   |   |   |    |   |   | 2 | 1  | 1 |   |    |   |   |   |   |
| t͡ʃ |   |   |   |   |    |   |   |   |    |   |   |    |   |   |   |   |
| l  |   |   |   |   |    |   |   |   |    |   |   |    |   |   |   |   |
| r  |   |   |   |   |    |   |   |   |    |   |   |    |   |   |   |   |
| rr |   |   |   |   |    |   |   |   |    |   |   |    |   |   |   |   |
| j  |   |   |   |   |    |   |   | 1 |    |   |   |    | 3 |   |   | 1 |
| ɲ  |   |   |   |   | 1  |   |   |   |    |   |   |    |   |   |   |   |
| k  | 1 |   |   |   |    |   |   |   |    |   |   |    |   |   | 3 |   |
| ɣ  |   |   |   |   |    |   |   |   |    |   |   |    |   |   |   | 2 |

※子音の伝達実験の結果表。取り違い（伝達ミス）も確認できる。表の見方は母音の場合と同様である。
アフリカ大陸には、口笛の他に楽器で発話を担う例があり、最も有名な例に「トーキング・ドラム」がある。しかしながら、同時にドラムはグリオによる賛歌の詠唱あるいは村落間のコミュニケーションに用いられ、四方八方に鳴らす場合の発信者の特定用のジングルには他の楽器を使ったりもするが、離れた位置での発話には日常的に口笛が使われている。2人が互いに近づいて来るとき、会話の途中で口笛による発話から口笛ではない通常の発話へ切り替えることさえある。

## 例
カナリア諸島ラ・ゴメラ島のシルボは、スペイン語を基礎にしていて、もっとも研究の進んでいる口笛言語の一つである。この言語で識別しうる音ないし音素の数について研究者の間で意見が分かれていて、それら研究者の見解によって母音は2から5、子音は4から9とバラついている。この数の違いは、単に口笛を使う人の能力差や口笛の音に差異をつくり出すのに使っている技法の違いを反映している可能性がある。メイエの研究は、口笛使用者の違いが生み出す音の違いを初めて統計的に分析してみせ、同時に母音識別を行う心理言語学的テストの結果も提供してこの議論を洗練させた。
他にも口笛言語は、トルコの黒海南岸にほど近いクシュコイ村、ギリシアのエヴィア島のアンティア村、フランスのピレネー山脈のアス、メキシコのオアハカ州（マザテック語とチナンテック語）、ブラジルのアマゾナス州（ピダハン語）、インドのメーガーラヤ州のコングソン村（Kongthong village）、ネパールのマハーバーラタ山脈（チェパン語）、およびニューギニアに存在するかもしくはかつて存在した。

### アフリカ
口笛言語の使用は、西アフリカの一部で今日でも特に一般的で堅牢であり、ヨルバ語とエウェ語といった使用人口の多い言語で広く利用されている。西アフリカではフランス語でさえも口笛で使用される場所もある。
カナリア諸島と、南部アフリカや東部アフリカの一部にも口笛言語はみられる。
数百にも及ぶ口笛言語のほとんどが、声調言語を基礎としている。
発話での声調のみが口笛で保存され、調音と発声の特徴はそのまま保存されない。それらの特徴は、強勢と韻律の変化といった他の特徴に置き換えられる。ただし、ショナ語ゼズル方言といった子音が口笛の流れを遮るような調音を含む言語を話すゼズル族での事例もある。似た言語にモザンビーク南部の高地で使われているツォンガ語の口笛言語がある。この音の使用は、ショナ語にみられる口笛による歯擦音と混同してはいけない。

## 使用と文化上の位置づけ
口笛による発話の最初期の記録は、古代ギリシアの書物に記述されているものの可能性がある。ヘロドトスは『歴史』第4巻メルポメネの中で「蝙蝠のように話す」エチオピアの穴居人について触れている。また、クセノポンは『アナバシス』の中で、クセノポンが紀元前400年に黒海南岸の古代部族の支配する地を旅した際、現地の住民が谷をまたいで遠く離れていても互いに聴き取りができたことを記述している。この記述にあった地は、口笛言語、クシュ・ディリ（土: kuş dili）が現在でも実際に使われているトルコのクシュコイ村（土: Kuşköy）も含んでいる。
古代中国では長嘯（英: transcendental whistling）の技法は、道教の道士の瞑想法の精神的側面と親和性があり一種の非音声言語であった。
ギリシアのエヴィア島のアンティア村（希: Αντιάς）に現在でも口笛言語の使用者が僅かながら残っているが、1982年当時にはこの口笛による発話スフィリア（希: σφυριά）は、地元住民全員が使っていた。
口笛言語は文化の中で非常に中心的で高く価値付けられうる。メキシコのソチアパム・チナンテック語で叫び声は、非常に稀である。この文化で男性は、確固たる町の仕事をこなすに足るほど口笛言語の使用に習熟しなければ罰金が科せられる問題となる。彼らは発話が容易に聞こえてしまう状況では戯れに口笛を使うことがある。
メキシコのオアハカ州のソチアパム、メキシコの他の場所、同様に報告がある西アフリカにおいて、口笛言語は男性が使用するもので、女性は口笛言語を理解できても使用するものではない。
口笛言語は、暗号や言語ゲームではない（スペインの植民地統治下のキューバで、内乱での反政府勢力アバクワ（西: Abakuá）により用いられた口笛言語は例外とする。）が、周囲に部外者や口笛言語を知らず理解できない人々がいる際に元の発話の意味を伝えうる秘匿性のあるコミュニケーション手段として使われることがある。第二次世界大戦中のアスないしはラ・ゴメラ島に、警察の手が及ぶ前に口笛による発話を使って警報を発することで水で薄めた牛乳製造の証拠を隠しおおせた狡猾な農夫の話がある。

## 生態学
口笛言語は、相対的に孤立する場面で人類にとりコミュニケーションする必要性に応じて自然に発達してきた。すなわち、単に距離があったり、雑音があったり、夜であったり、同様に社会情報上何か特殊な活動をする場面にあるとき、牧羊、狩り、漁、求愛、シャーマンの祈祷といった場面を契機とした。こういった使用法のために口笛言語は山岳地や深い森に関連している事がほとんどである。中国南部、パプアニューギニア、アマゾンの森林、アフリカのサブサハラ、メキシコ、それにヨーロッパは、ほとんどそれらの生態学的立地を内包している。
口笛言語が、近年見つかるのは、村内での発話による会話を狩りや漁の場面では音響環境上の障害を克服して口笛言語が置き換えることがあるアマゾンといった鬱蒼とした森林地域においてである。口笛言語の最たる利点は、通常の発話者より遥かに遠い距離であっても対応できることで、典型的には1-2 km、山地で最大5 km、反響のある森ではこれを下回るが対応でき、それも叫んだりする必要もなく、かと言って伝わる方向に制約が生じることもなく行える。具体的には口笛言語は音量で130dBに達することが可能であり、最大範囲10 kmにまで伝達可能である。これはカナリア諸島のラ・ゴメラ島で実証されている。この長距離での口笛は、口笛言語が使われる場所が山がちな地勢であるときより強められる。これらの言語のある沢山の地域が、多くの地で遠距離通信の仕組みが急速に整っていく中でその古代からの伝統を維持しようと努力が払われている。

## 原理
単音の口笛のトーンは、基本的には単純な振動あるいは正弦波であってゆえにその音色を変化させることは不可能である。普通の唇を使った口笛による調音は比較的容易であるが、唇の動きが小さく唇音化が一定であるためp、b、m、fといった唇音と唇歯音は扱いづらい。Busnel & Classe (1976)は、「5つの母音音素（シルボの例）は別にして口笛の音は、固定され安定したピッチを持たないため、口笛がつくり出す全ての音の認識とは、半母音を音域、音調曲線、峻度（英: steepness）の点から意味を捉えることにある。」と述べている。
口笛のトーンには、ホール・トーン（英: hole tones）とエッジ・トーン（英: edge tones）の2種類のトーンがある。"hole"すなわち開口部（"orifice"とも）によるトーン、ホール・トーンは、吹き出されて素早く動く空気の円筒状の流れ（羅: vena contracta）がそれを取り巻く周囲の空気と相互作用してつくるゆっくりと動く輪っか状（羅: anulus）の空気の渦によって生み出される。その境界層での不安定性は、摂動の増大を導き共鳴室の特定の周波数が強調されるフィードバック経路が確立されるまで続く。一方で、エッジ・トーンは障害物にぶつかる細い空気の噴流によって生み出される。この時、流れの擾乱部分の近傍で渦が剥がされ障害物もしくはクサビの両側に交互に流される。
他の口笛を使ったコミュニケーションと異なるのは実際上の口笛言語は、発話における発声の主要な構成を移し換えることで発話言語の聴覚上の特徴を口笛の音色の変化体系に落とし込める点にある。口笛言語は2つの形式がある。ひとつは声調言語を基礎にしトーンの旋律を移し換える口笛言語で、いまひとつは非声調言語を基礎にしF2（第2フォルマント）を移し換える口笛言語である。形式の違いはあるものの、両タイプの口笛のトーンは、移し換える元の発話言語に対応づけられる音韻構造を保っている。
非声調言語の場合、分節音は下記の通り弁別されうる。
- 母音は、一般に発話言語のF2フォルマントをなぞった一連の相対的なピッチ（音高）の変化幅に置き換えられる。
- 子音は、長さと高さの異なるトーン[注 2]へ移し換えることと、加えて閉鎖（英語版）の有無によって生み出される。
  - 破裂音は、横隔膜ないし声門の閉鎖（声門破裂音）[注 31]で置き換えられる[50]。
- 強勢は、音を高くしたり長くすることで表現される。

## 口笛言語の一覧
口笛言語、口笛の形態でも存在するないしは存在した言語、もしくは同様の言語を使用したエスニック・グループの一覧。チナンテック語といった口笛による発話が言語と文化で重要で欠くことができない例がある一方で、ナワトル語の様にその役割がはるかに小さい例もある。
- 南北アメリカ
  - アラスカ：ユピック語[51][52]
  - アメリカ合衆国本土：タオス語（英語版）
  - メキシコ：アムスゴ族、チナンテック語（英語版、スペイン語版）、マザテック語（英語版、スペイン語版）[6]、チョル語、キカプー口笛言語（英語版）[注 32]、ナワトル語、オトミ語（スペイン語版、英語版）、サユラ語（英語版）、テペワ語（英語版、スペイン語版）、トトナック族（スペイン語版、英語版）、サポテク語、トラスカラ州の口笛スペイン語[53]
  - ボリビア：シリオノ語（スペイン語版、英語版）
  - コロンビア：デサノ語（英語版）
  - ブラジル：ピダハン語
- アジア
  - 中国：ペー語、イ族[13]
  - ベトナム：ミャオ語[44]
  - ミャンマー：クキ・チン諸語
  - ネパール：チェパン語（英語版）[注 15]
  - トルコ："クシュ・ディリ（トルコ語版、英語版）"[注 17][54]

ロシア極東のチュクチ半島とアラスカのセントローレンス島に居住するシベリアユピックについては、上記の南北アメリカのユピック語参照のこと。
- ヨーロッパ
  - スペイン（カナリア諸島のラ・ゴメラ島とエル・イエロ島）："シルボ"
  - フランス（アス（フランス語版、英語版））[33][34][35][36]：オック語
  - ギリシア（エヴィア島のアンティア村（ギリシア語版））："スフィリア（ギリシア語版）"[30][31][32]
- アフリカ
  - エチオピア：ベンチ語（英語版、フランス語版）
  - 西アフリカ：バフィア語、Bape[注 33]、ビリフォー語（英語版、フランス語版）、ボボ語（英語版）、Burunsi、Daguri、ジョラ語（ディオラ語）、エウェ語、フォン語、マルカ語（フランス語版、英語版）、ングウェ語（英語版）、トウィ語、Tshi、Ule
    - ガーナ：ンチュンブル語（英語版）
    - ナイジェリア：ヨルバ語
    - カメルーン：バヤ語、Doohwaayo、モフ（英語版）
- オセアニア
  - ニューギニア：ガドスプ語（英語版）、ビヌマリエン語（英語版）、アバウ語（英語版）、フォロパ語（英語版）、テレフォル語（英語版）、バウジ語（英語版）（タイロラ語（英語版）とナラク語（英語版）[注 34]も可能性がある。）[56][50][55]

## 映像作品・マスメディア

### 映画
- 『シベル（トルコ語版、フランス語版、英語版）』 - 2018年のフランス・ドイツ・ルクセンブルク・トルコ合作映画[57][58]。クシュ・ディリを使う少女の物語[59]。
- 『ホイッスラーズ 誓いの口笛（ルーマニア語版、英語版）』（原題:"La Gomera"（ラ・ゴメラ）、英題:"The Whistlers"（ザ・ホイッスラーズ）） - 2019年のルーマニア映画[60]。シルボの使用が鍵になる作品[61][62][63]。

### 映像作品
- ルネ＝ギー・ビュネル（wikidata） (1 January 1964). DOCUMENTS SUR UNE LANGUE SIFFLÉE PYRÉNÉENNE (フランス語).  該当時間: 17'. - フランスのピレネー山脈のアスの口笛言語の研究を紹介する動画。同サイトには他所の口笛言語を紹介する動画もある。
- ジャック・ミッチ（フランス語版） (21 November 1992). Aas : derniers siffleurs dans la vallée d'Ossau (フランス語). France Régions 3 Toulouse.  該当時間: 5'55". - フランスのピレネー山脈のアスの口笛言語を紹介する動画。上記の1964年の映像の抜粋を含む。フランス国立視聴覚研究所のアーカイブより。
- アンジェリカ・メシティ（英語版） (2013–2014). The Calling (3 channel video installation) (英語).  該当時間: 35'. - クシュ・ディリ、シルボ、スフィリアに取材したオーストラリア出身の映像作家アンジェリカ・メシティによる作品[64][65]。

### テレビ
- 白井博（プロデューサー） (7 January 1996). "松岡俊介が…ベトナムの口笛語の人々に出会った". 世界ウルルン滞在記. Episode 36. TBS系列 （毎日放送、テレビマンユニオン制作）。 - Amazon.co.jp: 世界ウルルン滞在記　1996年放送分を観る | Prime Video、若栗尚 (1996)も参照[注 35]。47分間。
- Marc Jampolsky (11 November 1999). "Les derniers siffleurs de La Gomera". film (フランス語). TV5 (France)。 - ARDECHE IMAGES - Les Derniers Siffleurs de la Gomera （英語）も参照。52分間。
- "無形文化遺産ラ・ゴメラ島の指笛言語～スペイン～". シリーズ世界遺産１００. 28 February 2012. NHK。 - シリーズ世界遺産１００ 「無形文化遺産　ラ・ゴメラ島の指笛言語～スペイン～」 | 番組表検索結果詳細 | NHKクロニクル、シリーズ世界遺産100 2010/05/12(水)22:45 の放送内容 ページ1 | TVでた蔵も参照。
- David Yetman, Agnese Haury (8 May 2014). "Whistles in the Mist: Whistled Speech in Oaxaca". In The Americas with David Yetman. シーズン2. Episode 10 (英語). American Public Television, Arizona Public Media’s PBS 6. 2020年8月30日閲覧。 - 言語学者のマーク・A・シーコリ（Mark A. SICOLI）[67][68]の行った口笛言語も使うソチアパム・チナンテック語（英語版）[注 6]の話者の調査に同行した際のドキュメンタリー。25分間。全編無料で提供されている。"In the Americas with David Yetman" Whistles in the Mist: Whistled Speech in Oaxaca (TV Episode 2014) - IMDb（英語）も参照。
- "新世界への扉　カナリア諸島ラスパルマス～スペイン～". 世界ふれあい街歩き. 4 April 2017. NHK. BSP. 2020年8月30日閲覧。 - 59分間。「ちょっとより道」のコーナーで「ラゴメラ島　世界で唯一！？口笛言語」としてシルボが紹介された。NHK | 世界ふれあい街歩き | これまでの街歩き（写真ギャラリーの後半にシルボが紹介されている。）、世界ふれあい街歩き 「新世界への扉　カナリア諸島ラスパルマス～スペイン～」 | 番組表検索結果詳細 | NHKクロニクルも参照。
- CAMERA ONE TELEVISION (2017). "Le silbo, un langage unique au monde (La Gomera, îles Canaries, Espagne)". ÎLES DU MONDE (フランス語). TV5MONDE. 2021年9月12日閲覧。
- 小松原正勝（コマツバーラ）（ディレクター）、小澤龍太郎（総監督） (31 January 2018). "世界一周！1年間ロケしっぱなしの旅「ギリシャの小さな村で口笛だけで会話ができる人々を発見！」". 1億人の大質問!?笑ってコラえて!. 日本テレビ。 - 「世界一周！1年間ロケしっぱなしの旅」のコーナーで「ギリシャの小さな村で口笛だけで会話ができる人々を発見！」としてスフィリアが紹介された。1億人の大質問!?笑ってコラえて!｜日本テレビ - ウェイバックマシン（2018年1月30日アーカイブ分）、番組詳細 日テレ １億人の大質問！？笑ってコラえて! （2018/01/31 19:56 ～ 2018/01/31 20:54）も参照。
- 竹財輝之助（出演） (14 November 2018). "第7課　カナリア名産ラム酒を堪能！". 旅するスペイン語. Episode 7. NHK. Eテレ。 - これまでの放送内容 < 旅するスペイン語 < NHKゴガク - ウェイバックマシン（2018年11月26日アーカイブ分）、旅するスペイン語 第７課「カナリア名産ラム酒を堪能！」 | 番組表検索結果詳細 | NHKクロニクルも参照。
- イモトアヤコ（出演） (2 February 2020). "珍獣ハンターイモトワールドツアー　in　カナリア諸島". 世界の果てまでイッテQ！. 日本テレビ. 2020年9月13日閲覧。 - 世界の果てまでイッテQ！ 2020/02/02(日)19:58 の放送内容 ページ1 | TVでた蔵、番組詳細 日テレ 世界の果てまでイッテＱ！ イモトＷＴカナリア諸島&中岡Qtube （2020/02/02 19:58 ～ 2020/02/02 20:54）も参照。

上記以外にもにニュース番組内でのトピックとして取り上げられることもある。

### ラジオ
- "Whistling to Communicate in Alaska". All Things Considered (英語). 21 June 2005. National Public Radio. 2020年8月15日閲覧。 - アラスカのユピクの口笛言語の使用者を紹介している。4分間。
- "UN: Technology Threatens Whistled Language in Turkey". AS IT IS - Voice of America English News (英語). 12 January 2018. VOA. 2020年8月15日閲覧。  - トルコのクシュ・ディリがユネスコの無形文化遺産に登録されたニュース。5分23秒間。